# Meleke

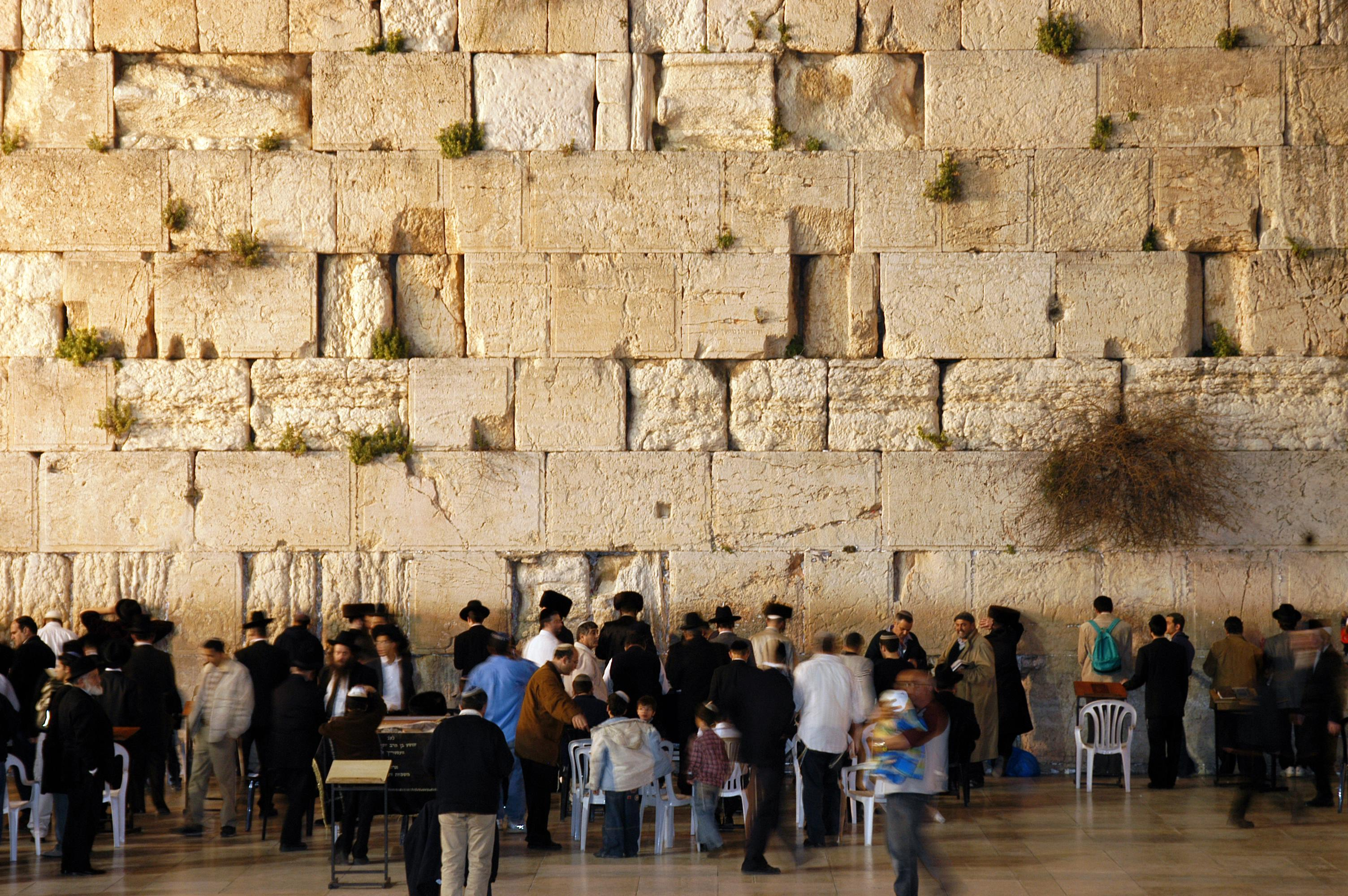
Gigantische Meleke-Blöcke in der Westmauer des Jerusalemer Tempelberges („Klagemauer“), 1. Jahrhundert v. Chr.

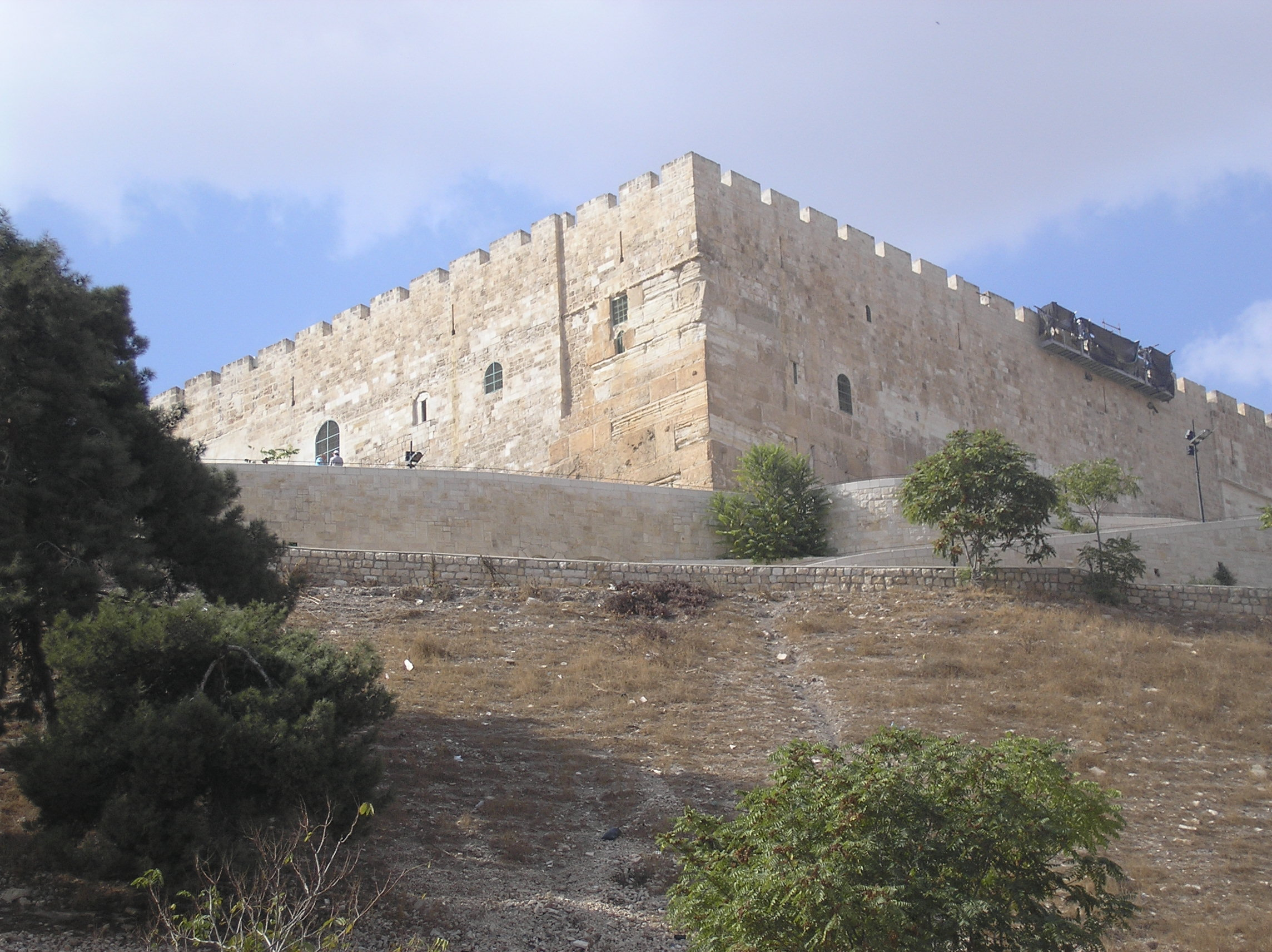
Befestigungen an der Südostecke des Tempelberges in Jerusalem

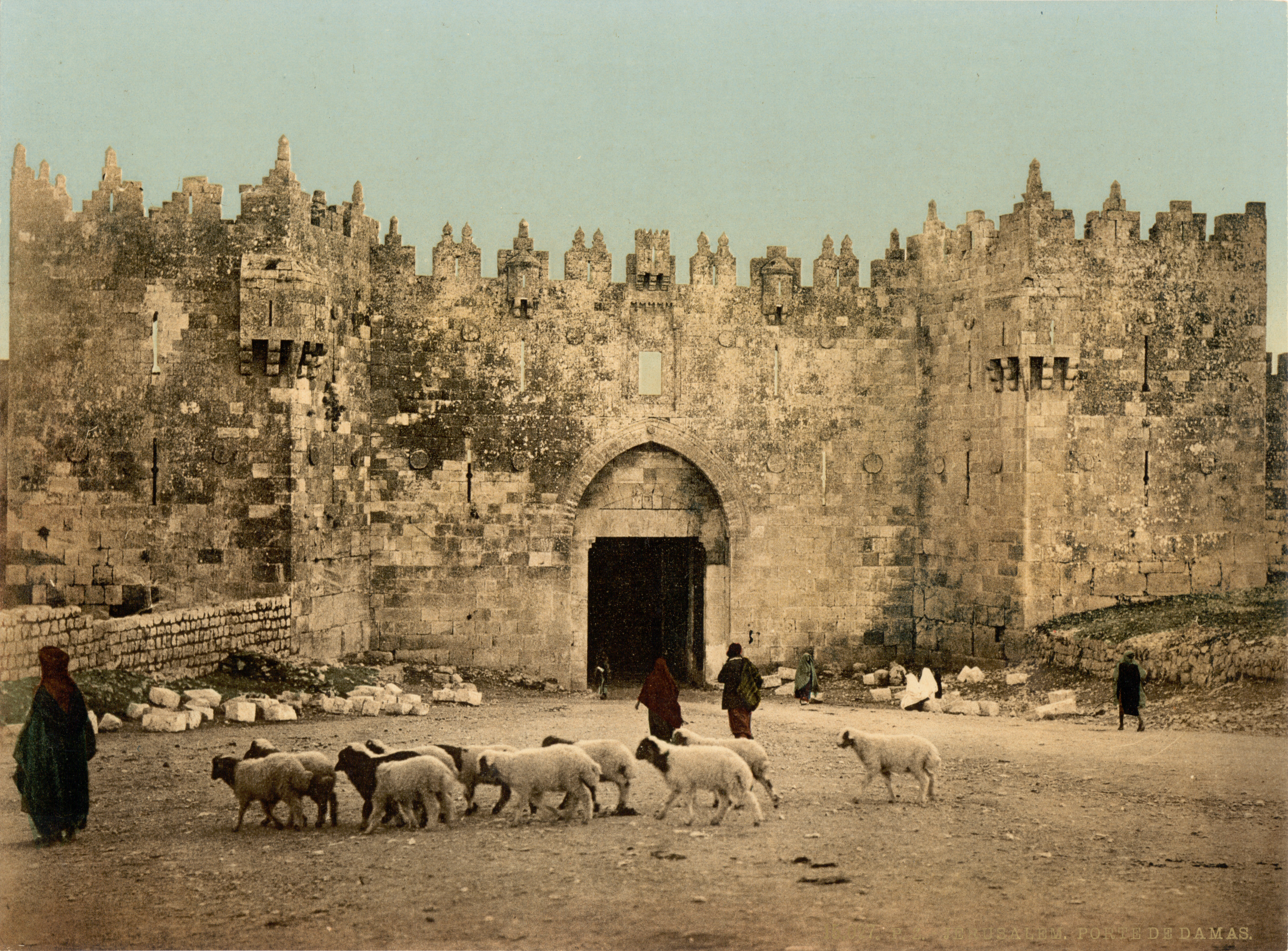
Damaskustor in Jerusalem mit herumliegenden frischen Kalksteinblöcken

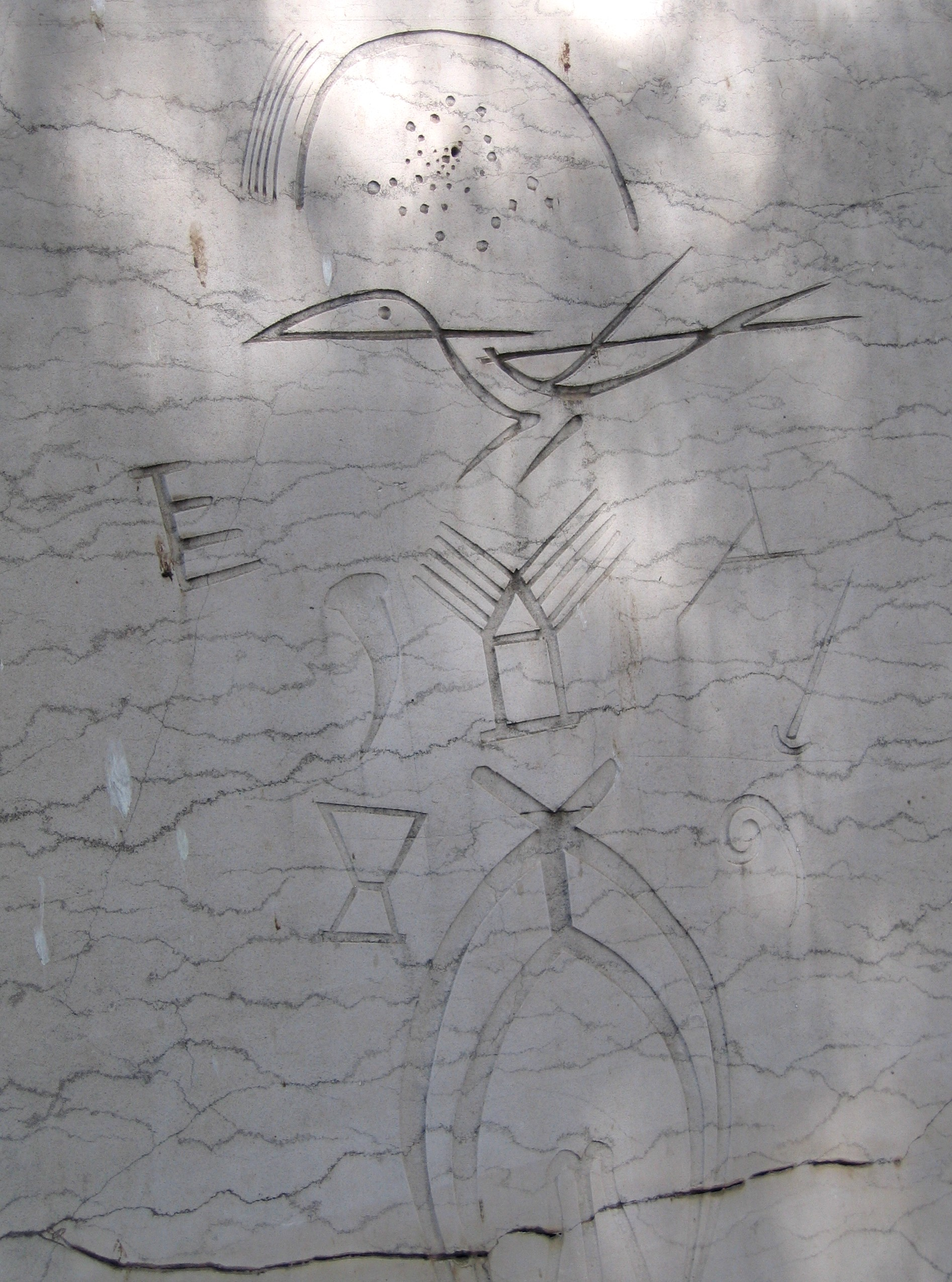
Bildhauerarbeit von Avraham Ofek in Meleke-Kalkstein mit deutlichen Stylolithenstrukturen

Meleke (Melekeh, Malaki, hebr. אבן ירושלמית (['even jəruʃal'mɪt]), Jerusalem-Stein / Jerusalem stone) ist ein weißer Kalkstein (Biosparit) und für die Architektur im alten und modernen Jerusalem prägend. Er wurde seit der Epoche von König Herodes intensiv als Baumaterial verwendet; die bisher umfangreichste Verarbeitung erfolgte im Herodianischen Tempel. Der Name stammt vom arabisch-hebräischen Wort für königlich.

## Geschichte

### Antike
Meleke ist ein seit vorchristlicher Zeit verwendeter Bau- und Dekorationsstein. Seine im frischen Zustand leichte Bearbeitungsfähigkeit und das langsame Erhärten an der Luft machen ihn als Baumaterial besonders attraktiv. Er bestimmt seit Jahrhunderten das Architekturbild der Jerusalemer Altstadt. Frühe Bauten mit diesem Kalkstein sind aus dem 10. vorchristlichen Jahrhundert archäologisch belegt.
Der Herodianische Tempel (21 v. Chr. durch Umgestaltung vorhandener Baulichkeiten entstanden) und weitere Bauten dieser Epoche repräsentieren einen frühen Höhepunkt der handwerklichen Steingewinnung und -bearbeitung für Architekturzwecke in Palästina. In Anbetracht der großen verbauten Steinmengen müssen leistungsfähige Methoden des Transports schwerer Steinblöcke bestanden haben.
Eine weitere bemerkenswerte Anwendung des weichen Kalksteins aus den kreidezeitlichen Schichten in und um Jerusalem ist durch zahlreiche ausgegrabene Steingefäße belegt. Es handelt sich dabei um Gegenstände für den alltäglichen Bedarf (Becher, Schalen, Schüsseln, Teller, Dosen, Vasen, Tintenbehälter usw.) und für heilige Reinigungshandlungen (Mikwen) im Haushalt. Die bedeutendste Produktionsstätte von Steingefäßen ist die Steinbruchhöhle von Hizme, einem früheren arabischen Dorf etwa sechs Kilometer nördlich des Tempelberges. Die entsprechenden Ausgrabungen sind 1982 bis 1983 durch Y. Magen erfolgt. In den drei Höhlenkammern fand man charakteristische Verarbeitungsabfälle vom Drehen und Schnitzen des Kalksteins, relevante Metallwerkzeuge und viele kleine halbfertige Objekte dieser Art. Größere Objekte, deren Rohlinge bis zu 500 Kilogramm wogen (Ossuare und Säulen), sollen nach Interpretation bisheriger Ausgrabungen in Jerusalemer Werkstätten mittels Wasserkraft bearbeitet worden sein. Einen sicheren Nachweis für die Herstellung von Steingefäßen auf einer Drehbank in dieser Region ergeben Funde aus der Jerusalemer Davidsstadt für das 1. Jahrhundert n. Chr.

### Neuzeitliche Anwendungspraxis
Nach bestehenden kommunalen Regelungen sind die Fassaden der Häuser stets mit Meleke oder anderen Kalksteinen aus der Region zu bauen. Diese städtische Gestaltungsvorgabe geht auf die britische Mandatszeit zurück, als Sir Ronald Storrs Gouverneur von Jerusalem war. Dieser hatte im Rahmen eines Generalplanes für die Stadtentwicklung, von Sir William McLean ausgearbeitet, im Jahr 1918 entsprechende Festlegungen treffen lassen. Die gute Wetterbeständigkeit des Steins hat ihn für Anwendungen weit über die Stadtgrenzen Jerusalems hinaus bekannt gemacht.

## Vorkommen
Die historischen Gewinnungsstätten von Meleke-Kalkstein befinden sich im Norden der Jerusalemer Altstadt, vor allem unweit vom Damaskustor. Sie werden als Salomons Steinbrüche (Zedekiah's Cave, Jeremiahs Grotte oder Solomon's Quarries) bezeichnet. Es handelt sich um eine etwa 230 m lange Höhle, die sich unter der Altstadt erstreckt. Darin sind die Spuren ehemaliger Steinbrecherarbeiten zu erkennen. Nach Überlieferungen soll König Zedekia durch diese Höhle vor den Babyloniern geflohen sein.

## Entstehung, Eigenschaften, Mineralogie

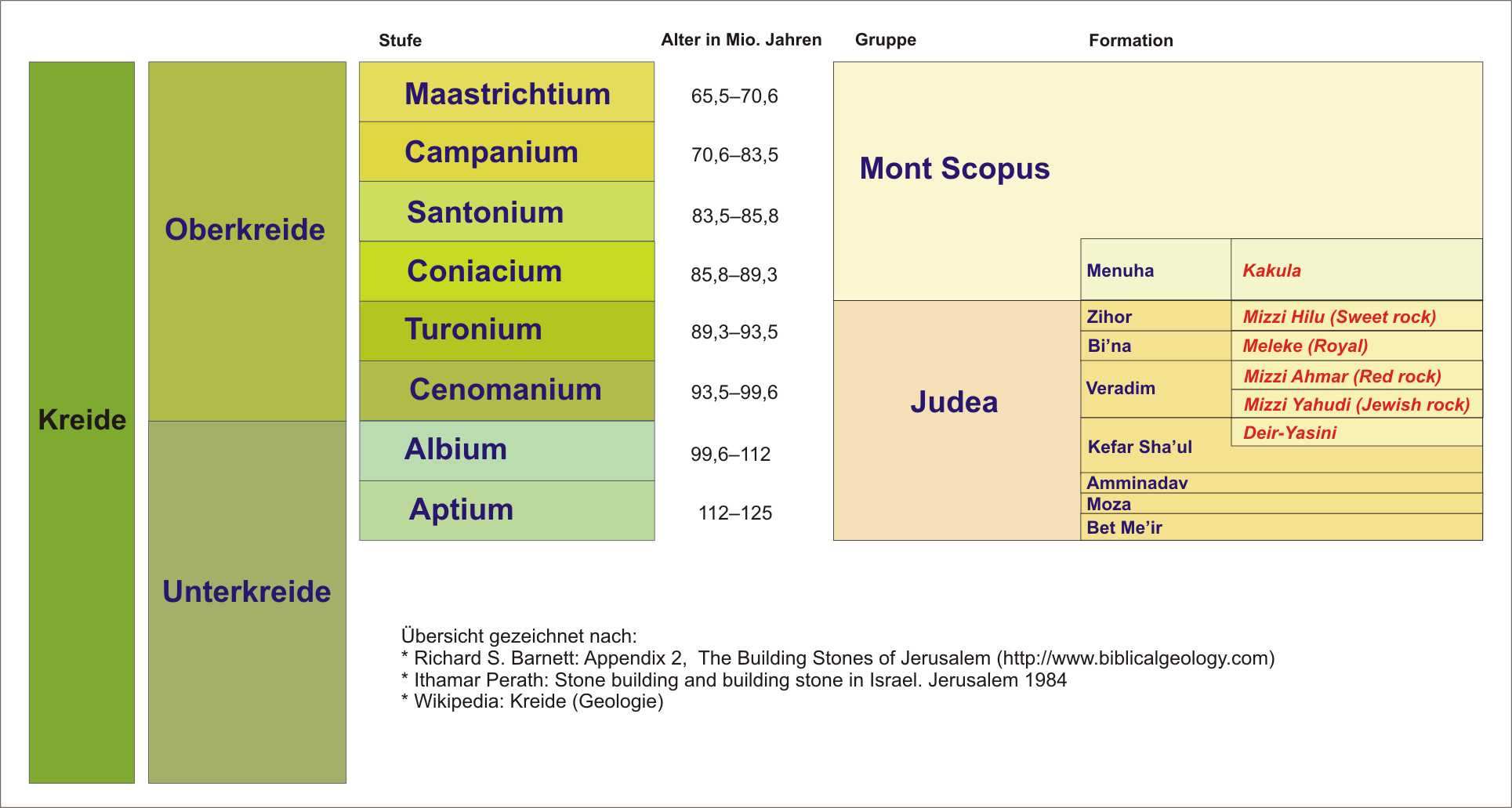
Stratigraphie der in und bei Jerusalem abgebauten Kalksteinsorten (rot)

Der Meleke-Kalkstein ist in der oberen Kreide, konkret im Turon vor etwa 90 Millionen Jahren entstanden. Demzufolge ist dieser Kalkstein vergleichsweise jung. Meleke und weitere in der Region Jerusalem gewonnene Kalksteine werden von israelischen Geologen nach regionalspezifischen Gesichtspunkten in die chronostratigraphischen Einheiten Judäa-Gruppe (Apt bis Turon) und Mount Scopus-Gruppe (Senon) eingeordnet. Die wichtigsten Kalksteinvorkommen sind vorwiegend Teil der regionalen Bi’na-Formation (auch Baana-Formation), einem untergeordneten Bereich der Judäa-Gruppe. Einen äquivalenten Kalkstein der Netser-Formation gibt es im Negev.

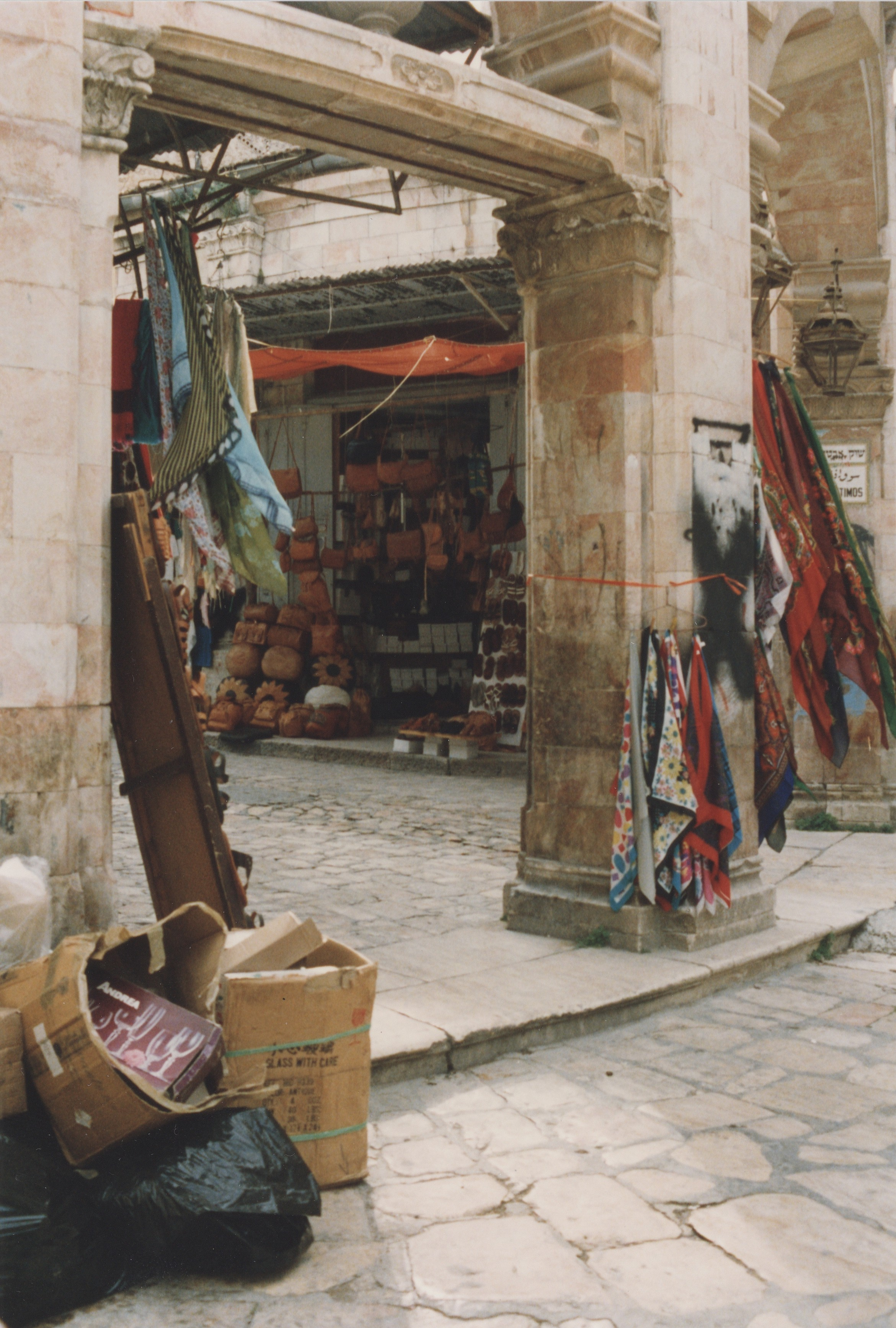
Kalksteinarchitektur in der Jerusalemer Altstadt (Muristan)

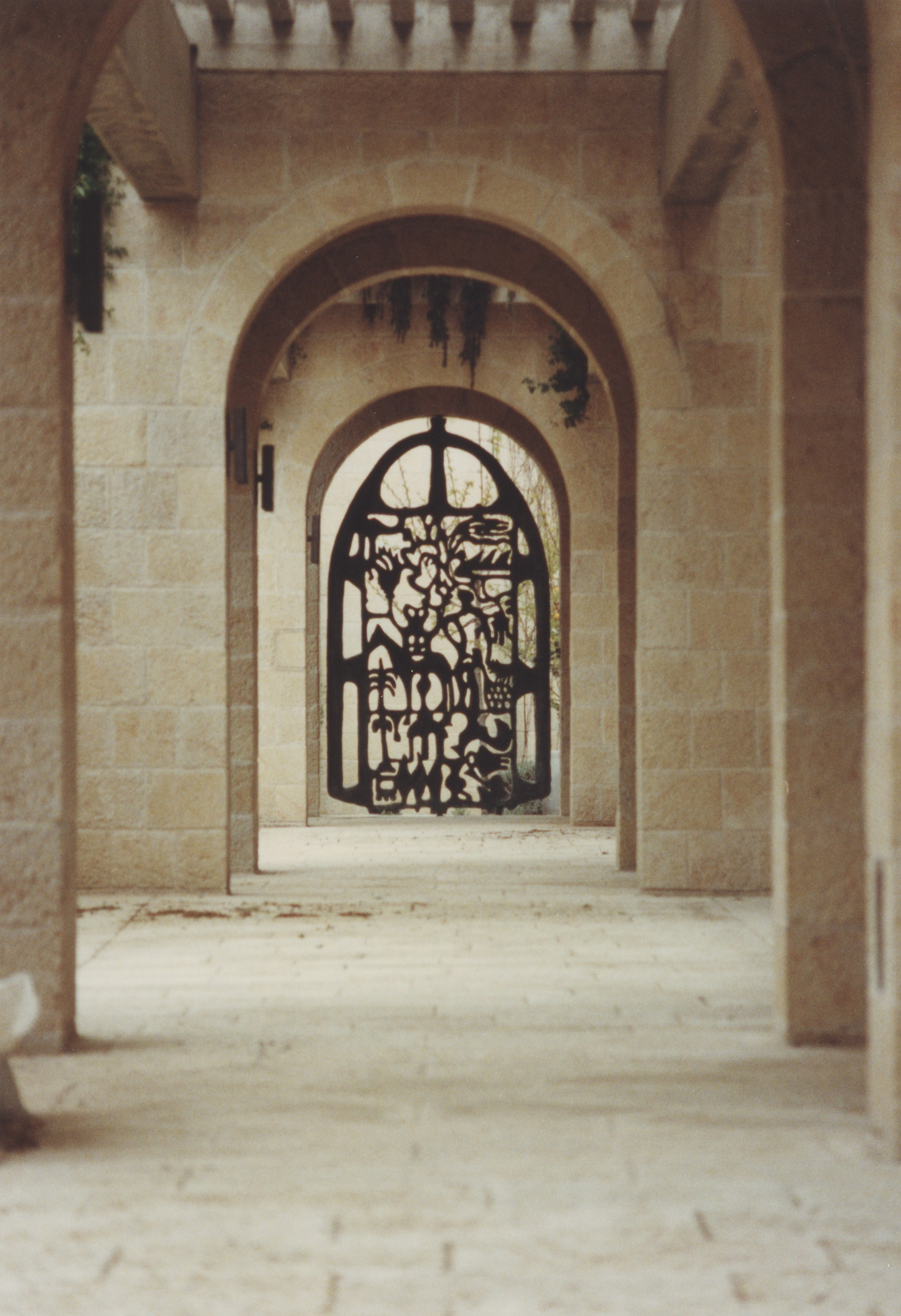
Moderne Kalksteinarchitektur in Jerusalem (Y.M.C.A. Jugendherberge)

Der Meleke-Kalkstein (Sorte Royal) ist ein fast weißer, dichter Kalkstein mit kristallinen Anteilen in einer dickbankigen Lagerstätte. Er ist von parallelen Stylolithen durchzogen. An Fossilien finden sich vor allem calcifizierte Mollusken und lange spindelförmige Foraminiferenreste. Das Gestein ist inhomogen, trotzdem sind die Merkmale eines Riffkalksteins dominant.
Die weiter unten beschriebenen Sorten weisen unterschiedliche Anteile von Dolomit auf. Rötliche Töne sind durch Eisenmineralien verursacht.
Unmittelbar nach dem Abbau ist der Meleke ein leicht zu bearbeitender Stein, der nach und nach aushärtet. Er lässt sich gut polieren. Durch atmosphärische Einflüsse erhalten die Oberflächen mit der Zeit eine gelbliche Farbe.

## Verwendungsbeispiele für Meleke
Jerusalem:
- Herodianischer Tempel (nicht mehr vorhanden), Klagemauer
- Damaskustor
- Gebäude in der Jerusalemer Altstadt
- Russische Kathedrale (Dreifaltigkeitskathedrale)
- Migrash ha Russim (Russenplatz, Russian Compound)
- Edison-Kino
- Jüdisches Zentrum München (Innenausbau)

## Sorten und konkurrierende Gesteine
Als heutige Handelsbezeichnung ist Jerusalem stone üblich und fasst eine Gruppe in Israel gewonnener und untereinander ähnlicher Natursteine zusammen. Dazu gehören die Steinsorten aus dem Raum Jerusalem:
- Mizzi Hilu (Sweet rock)
- Meleke (Royal)
- Mizzi Ahmar (Red rock)
- Mizzi Yahudi (Jewish rock).

Alle diese Werksteine gehören nach stratigraphischen Gesichtspunkten der Judäa-Gruppe (Kreide) an und weisen eine wechselnde mineralische Zusammensetzung auf. In den meisten Fällen besitzen sie eine gelbe bis beige Farbe, im Einzelfall auch ins Rötliche tendierend (Mizzi Ahmar / Kefar Veradim Formation/Cenoman) oder ins Graue verlaufend (Mizzi Yahudi / Kefar Veradim Formation/Cenoman).
Eine weitere hier zu nennende Steinsorte (calcitisch-dolomitisches Mergelgestein) ist Deir-Yasini, ebenso zur stratigraphischen Judäa-Gruppe (Kefar Sha'ul Formation/Cenoman) gehörend, sie wird in der Region gern für Fußbodenplatten verwendet.